# Флаг Сомали
Государственный флаг Федеративной Республики Сомали́ (сомал. Calanka Soomaaliya, араб. علم الصومال‎) — один из государственных символов страны, представляющий собой прямоугольное полотнище голубого цвета с белой пятиконечной звездой посередине и с соотношением сторон 2:3.
Флаг был создан Мохамедом Ауале Либаном 12 октября 1954 года. 26 июня 1960 года он был принят в качестве официального в государстве Сомалиленд, а после объединения того с Подопечной территорией Сомали в Сомалийскую Республику 1 июля того же года был принят в последней. 
Первоначально он был задуман как этнический флаг сомалийского народа, поэтому пять вершин звезды символизируют пять областей, где живут сомалийцы — Джибути, Кения, Эфиопия и бывшие Британское Сомали и Итальянское Сомали. Голубой цвет флага взят с флага ООН, в благодарность за помощь, которую ООН оказала Сомали в получении независимости от Италии.

## Исторические флаги Сомали

Флаг султаната Адаль (1415–1577)
Флаг Аджурана (XIII век – XVII век)
Флаг Сайлы в период, когда она была под властью Османской Империи (1559–1867)
Флаг государства дервишей (1896—1920)
Флаг Британского Сомали (1903—1950)
Флаг Британского Сомали (1950—1952)
Флаг Британского Сомали (1952—1960)
Флаг Итальянского Сомали (1861—1946)

## Флаги самопровозглашённых государств на территории Сомали

Флаг Авдаленда
Флаг Азании
Флаг Галмудуга
Флаг Джубаленда
Флаг Маахира
Флаг Пунтленда
Флаг Сомалиленда
Флаг Юго-Западного Сомали
Флаг Исламского Эмирата Сомали (Харакат аш-Шабаб)